# ILoveMakonnen
Makonnen Kamali Sheran (Los Angeles, Kalifornija, SAD, 12. travnja 1989.), poznatiji pod umjetničkim imenom iLoveMakonnen (često stilizirano kao ILOVEMAKONNEN), bivši je američki pjevač, reper i tekstopisac.
Postao je poznat po svojoj pjesmi "Tuesday" iz 2014. koju je otkrio, a potom i remiksirao kanadski reper Drake. Prvobitno objavljena u kolovozu te godine, potpisao je s Drakeovom izdavačkom kućom OVO Sound, dijelom Warner Recordsa istog mjeseca; pjesmu je izdavačka kuća sljedećeg rujna ponovno izdala u komercijalne svrhe i nakon toga je dosegla 12. mjesto na Billboard Hot 100 te je dobila nominaciju za najbolju rap/pjevanu suradnju na 57. godišnjoj dodjeli nagrada Grammy. "Tuesday" je poslužio kao vodeći singl za njegov eponimni debitantski EP, koji je relativno skromno ušao na Billboard 200. Razišao se s OVO-om i Warnerom 2016. godine, a njegova sljedeća izdanja nisu uspjela doći na ljestvice. Kasnije je uspješno ostvario suradnje s nekolicinom umjetnika, kao što su Lil Peep, Rae Sremmurd, Fall Out Boy i YoungBoy Never Broke Again.

## Osobni život
Sheran je miješanog afričko-američkog, indijskog, irskog, belgijskog, njemačkog i kineskog podrijetla. U siječnju 2017. javno je priznao da je homoseksualac.

## Diskografija

### Studijski albumi
- My Parade (2021.)
- Summer '22 (2022.)
- Diamonds (s Lil Peepom) (2023.)